# Karkopf Hoher (Alpi Venoste)
Il Karkopf Hoher (trad. Karkopf più alto) è una montagna, di 2.686 m di altezza, nel sottogruppo del Geigenkamm delle Alpi Venoste nel Tirolo in Austria nel comune di Umhausen. Vicino si trovano le montagne del Karkopf Weiter 2.777 m., il Mitter Karkopf 2.588 m., Blosse 2.536 m., Mutzeiger 2.277 m., Kreuzjochspitze 2.675 m., Erster Karkopf 2.513 m..

## Accesso
Per accedere al monte Hoher Karkopf non esiste un sentiero escursionistico "normale" che conduca fino alla vetta e non è una meta alpinistica molto frequentata. La vetta si trova a 2.686 metri. Si trova il Bivacco Forchheim come punto di appoggio per gli alpinisti.

## I casi di omonimia del monte Karkopf
Esistono dieci oronimi Karkopf tra Italia, Germania e Austria, la maggior parte nel sottogruppo del Geigenkamm nel comune di Umhausen:
- Klockerkarkopf  (Vetta d'Italia) 2.912 m.
- Fuscherkarkopf (Gruppo del Glockner) 3.331 m.
- Karkopf (Alpi Settentrionali di Berchtesgaden) 1.738 m.
- Karkopf (Alpi del Chiemgau) 1.510 m.
- Karkopf (Monti di Mieming) 2.470 m.
- Karkopf (Gruppo del Verwall)  2.948  m.
- Karkopf Hoher (Alpi Venoste)  2.686 m.
- Karkopf Mitter  2.588 m. (Alpi Venoste)
- Erster Karkopf 2.430 m. (Alpi Venoste)
- Karkopf Weiter  2.777 m.  (Alpi Venoste)[2]